# Achariaceae
Achariaceae nom. cons., biljni porodica u redu Malpighiales koja obuhvaća 31 rod sa 101 priznatom vrstom. Raširena je u tropskom području Srednje i Južne Amerike, Afrike i Azije, te poluotoku York u Australiji. Većina vrsta prethodno je bila uključivana porodici Flacourtiaceae.
Neke vrste iz ove porodice (rod Hydnocarpus) i Caloncoba echinata iz zapadne Afrike, imaju sjeme iz koje se dobiva ulje koje se koristi u liječenju gube.

## Opis
Achariaceae su drveće ili grmlje. Listovi jednostavni, naizmjenični. Peteljke često nabubrene pri dnu. Stipule prisutne. Cvat od pazušnih pojedinačnih cvjetova. Cvjetovi aktinomorfni, diska nema. Perijant spiralno raspoređen od različitih čašica i latica. Čašice i latice slobodni ili bazalno srasli; latice često bijele ili s vidljivom bazalnom ljuskom. Prašnici nasuprot laticama ili nepravilno postavljeni, niti su obično slobodne. Jajnik gornji; karpele srasle, posteljica parijetalna. Plod je bobica ili kapsula; često bradavičasta, krilata ili s čekinjama ili bodljama.

## Rodovi
1. Acharia Thunb.
2. Ahernia Merr.
3. Baileyoxylon C.T.White
4. Buchnerodendron Gürke
5. Caloncoba Gilg
6. Camptostylus Gilg
7. Carpotroche Endl.
8. Ceratiosicyos Nees
9. Chiangiodendron Wendt
10. Chlorocarpa Alston
11. Dasylepis Oliv.
12. Eleutherandra Slooten
13. Erythrospermum Lam.
14. Grandidiera Jaub.
15. Guthriea Bolus
16. Gynocardia R.Br.
17. Hydnocarpus Gaertn.
18. Kiggelaria L.
19. Kuhlmanniodendron Fiaschi & Groppo
20. Lindackeria C.Presl
21. Mayna Aubl.
22. Pangium Reinw.
23. Peterodendron Sleumer
24. Poggea Gürke
25. Prockiopsis Baill.
26. Rawsonia Harv. & Sond.
27. Ryparosa Blume
28. Scaphocalyx Ridl.
29. Scottellia Oliv.
30. Trichadenia Thwaites
31. Xylotheca Hochst.

## Galerija
- Plod vrste Hydnocarpus wightiana iz kojeg se dobiva ulje
- Hydnocarpus pentandra